# Vorrtind
Der Vorrtind (norwegisch für Vorspringender Gipfel) ist ein Berg im ostantarktischen Königin-Maud-Land. In der Kirwanveggen ragt er unmittelbar nördlich der Neumayersteilwand aus dem Gebirgskamm Austvorren auf.
Erste Luftaufnahmen entstanden bei der Deutschen Antarktischen Expedition 1938/39 unter der Leitung des Polarforschers Alfred Ritscher. Norwegische Kartographen, die den Berg auch benannten, kartierten ihn anhand von Vermessungen und Luftaufnahmen der Norwegisch-Britisch-Schwedischen Antarktisexpedition (1949–1952) und von 1958 bis 1959 entstandenen Luftaufnahmen der Dritten Norwegischen Antarktisexpedition (1956–1960).